# Kokuhaku no funsui hiroba
„Kokuhaku no funsui hiroba” (jap. 告白の噴水広場) – czternasty singel zespołu Berryz Kōbō, wydany 27 czerwca 2007 roku przez wytwórnię Piccolo Town. Został wydany w edycji regularnej i limitowanej.
Został wydany także jako „Single V” (DVD) 11 lipca 2007 roku.
Singel osiągnął 4 pozycję w rankingu Oricon i pozostał na liście przez 3 tygodnie, sprzedano 24 489 egzemplarzy.

## Lista utworów
| CD                      |                                                                     |                                                                     |                                                                     |                                                                     |      |
| Nr                      | Tytuł                                                               | Słowa                                                               | Kompozycja                                                          | Aranżacja                                                           | Czas |
| 1.                      | "Kokuhaku no funsui hiroba" (jap. 告白の噴水広場)                   | Tsunku                                                              | Tsunku                                                              | Shōichirō Hirata                                                    |      |
| 2.                      | "Seishun ōdori" (jap. 青春大通り)                                   | Tsunku                                                              | Tsunku                                                              | Takao Konishi                                                       |      |
| 3.                      | "Kokuhaku no funsui hiroba" (jap. 告白の噴水広場) (Instrumental)    |                                                                     | Tsunku                                                              | Shōichirō Hirata                                                    |      |
| DVD (limitowana edycja) |                                                                     |                                                                     |                                                                     |                                                                     |      |
| Nr                      | Tytuł                                                               | Tytuł                                                               | Tytuł                                                               | Tytuł                                                               | Czas |
| 1.                      | "Kokuhaku no funsui hiroba" (jap. 告白の噴水広場) (Dance Shot Ver.) | "Kokuhaku no funsui hiroba" (jap. 告白の噴水広場) (Dance Shot Ver.) | "Kokuhaku no funsui hiroba" (jap. 告白の噴水広場) (Dance Shot Ver.) | "Kokuhaku no funsui hiroba" (jap. 告白の噴水広場) (Dance Shot Ver.) |      |

Single V
| Nr | Tytuł                                                             | Czas |
| -- | ----------------------------------------------------------------- | ---- |
| 1. | "Kokuhaku no funsui hiroba" (jap. 告白の噴水広場)                 |      |
| 2. | "Kokuhaku no funsui hiroba" (jap. 告白の噴水広場) (Close-Up Ver.) |      |
| 3. | "Making eizō" (jap. メイキング映像)                               |      |